# Kraftwerk Teles Pires
Das Kraftwerk Teles Pires (portugiesisch Usina Hidrelétrica Teles Pires) ist ein Wasserkraftwerk in Brasilien, das den Rio Teles Pires zu einem Stausee aufstaut. Der Teles Pires bildet an dieser Stelle die Grenze zwischen den Gemeinden Paranaíta im Bundesstaat Mato Grosso und Jacareacanga im Bundesstaat Pará. Das Kraftwerk hat eine installierte Leistung von 1820 MW. Es ist im Besitz der Companhia Hidrelétrica Teles Pires (CHTP) und wird auch von CHTP betrieben.

## Geschichte
Erste Studien zur Nutzung der Wasserkraft im Einzugsgebiet des Teles Pires wurden 2006 durch die ANEEL durchgeführt. Sie ergaben, dass die Errichtung von sechs Wasserkraftwerken mit einer Gesamtleistung von 3600 MW möglich wäre. Eine Machbarkeitsstudie zum Kraftwerk Teles Pires wurde im Juni 2009 bei der ANEEL eingereicht. Mit dem Bau wurde 2011 begonnen. Die erste Maschine des Kraftwerks ging im November 2015 ans Netz. Im September 2016 waren dann alle fünf Maschinen in Betrieb.

## Absperrbauwerk
Das 1650 m lange Absperrbauwerk ist eine Kombination aus Steinschüttdamm und Gewichtsstaumauer aus Walzbeton mit einer Höhe von 80 m. Die Dammkrone liegt auf einer Höhe von 224 m über dem Meeresspiegel. Das Maschinenhaus ist auf der rechten Flussseite; die Hochwasserentlastung mit vier Toren liegt in der Mitte des Staudamms.
Während der Bauzeit wurde der Fluss Teles Pires durch drei Tunnel umgeleitet; sie sind 318 m lang, 15 m breit und 16 m hoch. Die Tunnel befinden sich auf der linken Seite des Flusses und wurden im Juni 2013 fertiggestellt.

## Stausee
Beim maximalen Stauziel von 220 m erstreckt sich der Stausee über eine Länge von 70 km und eine Fläche von rund 134,7 (bzw. 135,6 oder 150) km². Die Wasseroberfläche des Teles Pires im Abschnitt des Stausees betrug vor dem Einstau 40,6 km², so dass durch den Stausee rund 94,1 (bzw. 95) km² Land überflutet wurden.

## Kraftwerk
Das Kraftwerk Teles Pires hat eine installierte Leistung von 1820 MW. Die 5 Francis-Turbinen des Kraftwerks leisten jede maximal 364 (bzw. 369,7) MW; die zugehörigen Generatoren leisten 404 MVA. Die Nenndrehzahl der Maschinen liegt bei 75/min. Die Fallhöhe beträgt 52,2 (bzw. 59) m, die Ausbauwassermenge liegt bei 764 m³/s je Turbine. Der erzeugte Strom wird über eine 500-kV-Leitung abgeführt.
Das Laufrad einer Turbine wiegt 260 (bzw. 267) t; es hat eine Höhe von 5 m und einen Durchmesser von 8 (bzw. 8,5) m. Das erste Laufrad für das Kraftwerk wurde im Juni 2014 geliefert; laut Alstom handelt es sich dabei um das größte Laufrad, das bis zu diesem Zeitpunkt für ein Wasserkraftwerk in Südamerika gefertigt wurde. Das letzte Laufrad wurde im April 2015 geliefert. Der Transportweg erstreckte sich dabei über 6000 km; er ging vom Hersteller in Taubaté über Santos, Nueva Palmira und Cáceres bis zum Bestimmungsort.

## Sonstiges
Die Gesamtkosten des Projekts werden mit 1,1 (bzw. 1,2) Mrd. USD bzw. 4 Mrd. R$ angegeben. Der Betreiber Companhia Hidrelétrica Teles Pires ist ein Gemeinschaftsunternehmen von Neoenergia (50,1 %), Eletrobrás-Eletrosul (24,5 %), Eletrobrás-Furnas (24,5 %) und Odebrecht (0,9 %). Neoenergia ist eine Tochtergesellschaft von Iberdrola.